# Zeche Wasserfall
Die Zeche Wasserfall war ein Steinkohle-Bergwerk im heutigen Essener Stadtteil Bergerhausen. Sie war nach dem Flöz Wasserfall benannt, in dem sie vermutlich auf Kohle fündig wurde.

## Geschichte
Urkundlich seit 1575 erwähnt, ist die Zeche Wasserfall eine der ältesten Zechen im Ruhrbergbau und damit auch auf dem heutigen Gebiet der Stadt Essen. Im Jahre 1748 gab es eine offizielle Mutung. Einen Stollen hatte das Bergwerk etwa seit der Jahrhundertwende um 1800. Im Jahr 1806 konsolidierte sie mit der Nachbarzeche Sonnenschein, deren Anlagen nach Stilllegung 1821 von der nahen Zeche Kunstwerk übernommen wurden.

## Heutiger Zustand
Heute ist am Ort der Zeche Wasserfall, der auf Bergerhausener Seite im nördlichen St.-Annentals lag, nichts mehr vorhanden.